# Cerny (Essonne)
Cerny é uma comuna francesa na região administrativa da Ilha de França, no departamento de Essonne. Estende-se por uma área de 17.13 km². Em 2010 a comuna tinha 3 519 habitantes (densidade: 205,4 hab./km²).